# 中国演出行业协会
中国演出行业协会，简称中演协，是中华人民共和国演出从业者和演出单位组成的民间社会团体，1988年12月成立。2020年8月与文旅部脱钩，成为民间社会团体。

## 历史沿革
1988年，中国演出经理家学会成立。1993年改名为中国演出家协会。2012年5月经中华人民共和国民政部批准更名为中国演出行业协会。
2020年8月31日，根据国家发展改革委《关于全面推开行业协会商会与行政机关脱钩改革的实施意见》（发改体改〔2019〕1063号），原由文旅部主管的中国演出行业协会与文旅部分离，依法直接登记、独立运行，剥离行政职能，不再设置业务主管单位。取消对其直接财政拨款，通过政府购买服务等方式支持其发展。

## 历届机构

### 第一届
- 顾问：周巍峙
- 会长：赵起扬
- 副会长：尹涛、田丹、刘海楼、刘晓江、叶曾宽、吴珹、陈天戈、孟希非、张冶、张辉、袁宝田、黄山、阎彬、曾庆淮
- 副秘书长：黄山

### 第二届
- 顾问：周巍峙、赵起扬
- 主席：陈昌本
- 常务副主席：孟希非、黄山
- 副主席：丁希、于岱岩、马博敏、田丹、沙万泉、吴峸、陆再炎、杜铁、陈中秋、严福昌、袁宝田、袁厚春、曾庆淮
- 秘书长：黄山

### 第三届
- 名誉主席：周巍峙、陈昌本、潘震宙、孟晓驷
- 主席：英若诚
- 常务副主席：孟希非（法定代表人）
- 副主席：黄山、于岱岩、王成文、陆再炎、曾庆淮、马博敏、阮润学、陆文虎、陈中秋、田军利、王文远、杜铁、赵景之、孙静、马奔、吴兆丰、陈川雄、刘俊鸿、严福昌、吕长河、张祯祥、芦苇、陈其琳、孙维学、李正荣、于长江、田丹、靳静、袁宝田、杨树德、沈吾
- 秘书长：黄山

### 第四届
- 主席：刘忠德
- 常务副主席：陈自刚（法定代表人）
- 副主席：王姝、马欣、田丹、李军、李玲、吕长河、孙滨、孙清华、孙学静、刘清剑、沈敏、陆文虎、陈中秋、宋丹娜、林明忠、张宇、杨汉林、杨树德、顾欣、曾庆淮、蒋惠莉、窦维平、蔡锦政
- 秘书长：朱克宁

### 第五届
- 主席：刘忠德
- 常务副主席：陈自刚（法定代表人）
- 副主席：张宇、蔡正鹤、盛洁
- 秘书长：朱克宁

### 第六届
- 会长：李牧
- 常务副会长：朱克宁
- 副会长：潘彦、林湃时、韩建鸥、彭家攀

### 第七届
- 会长：朱克宁
- 副会长：宋官林、郭文鹏、宋柯、陈杭、沙晓岚、吴创成
- 秘书长：潘燕

## 争议

### 質疑
2021年11月23日，中演协发布“第九批网络主播警示名单”。中演協表示，各網路影音平台及經紀機構會員企業，不得為其提供各類網路直播服務，此舉等同封殺。此名單經新华社，人民日报，中国中央电视台等中国大陆官媒轉述報導。當日，金盾影視中心主任李學政，在個人微博上發文質疑中演协發布的名單是如何產生、處罰的資格從何而來，引起網友廣泛討論。12月1日，中演協發布公文，強調自律懲戒不是行政處罰，不具備強制性。为此，新华社独家专访中演協负责人，然而網友指出采访记者白瀛為協會成員，采访亦被指为“自导自演”。質疑事件在中国网络上引起巨大反响。
12月15日晚間，洪範法律與經濟研究所主辦的關於「劣跡藝人的封殺和行業禁入」的法律研討會在影視平台Bilibili直播。但是該場直播持續不到1小時突然喊停。不久轉換平台重啟直播間，又被封禁，微博帳號卻因為「違反社區公約」等不合理原因處以禁言。